# Thomas Drake

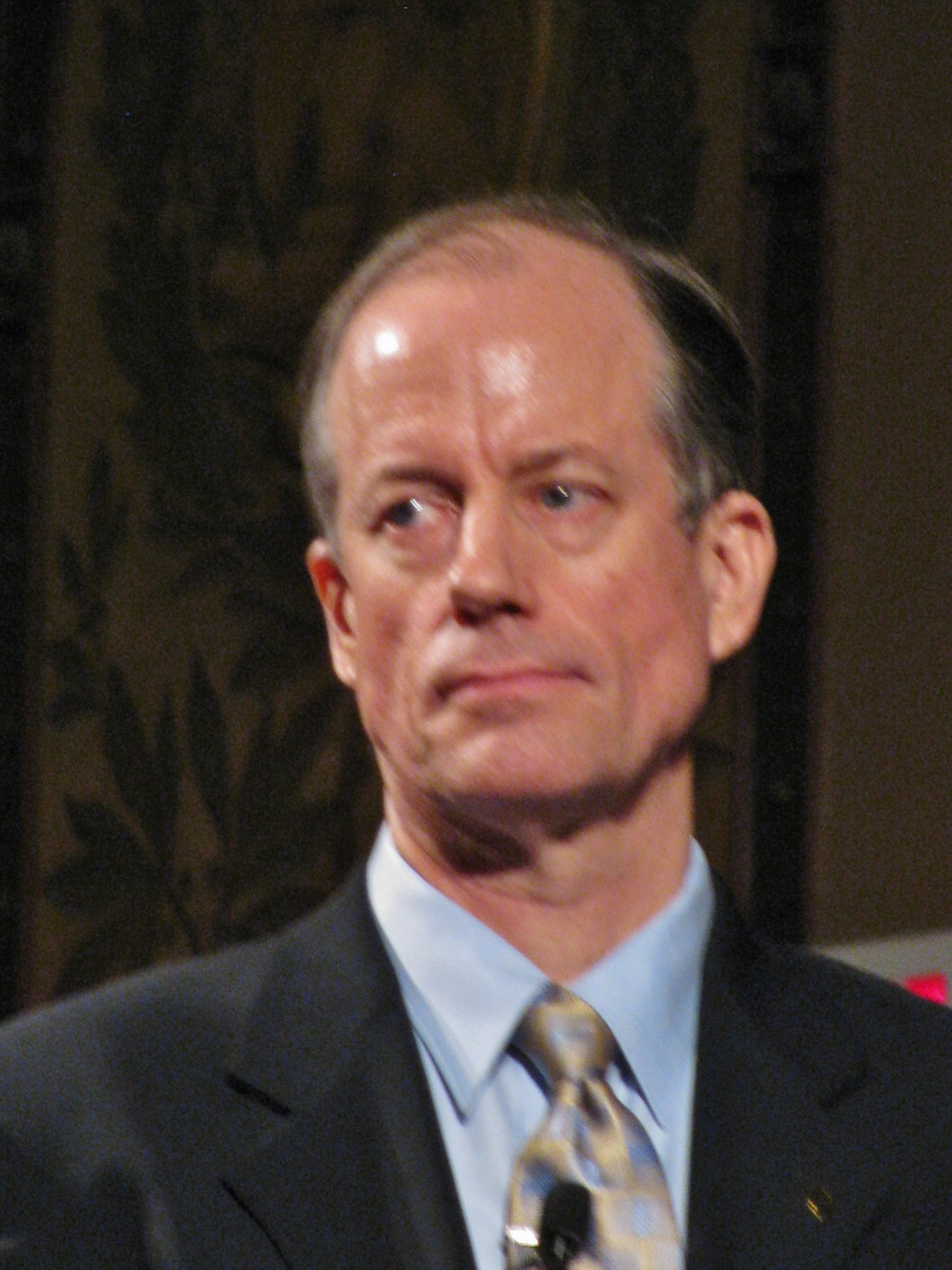
Thomas Drake im April 2014

Thomas Drake (Thomas Andrews „Tom“ Drake; * 22. April 1957 in Louisiana, USA) ist ein US-amerikanischer Whistleblower und ehemaliger Softwaretester der National Security Agency (NSA). Er legte 2005 gegenüber der US-Tageszeitung Baltimore Sun interne Informationen zum NSA-Projekt „Trailblazer“ zur umfassenden weltweiten Überwachung offen. Im Jahr 2010 wurde er dafür wegen angeblicher Spionage angeklagt, er wurde 2011 jedoch lediglich wegen „Missbrauch eines Computersystems“ zu einem Jahr Haft auf Bewährung verurteilt. Im Juni 2013, nach den Veröffentlichungen von Edward Snowden über das Abhörprogramm PRISM, wurden Drakes damalige Aussagen erneut zum Thema in den Medien. 

## Leben
Drake, der fließend Deutsch spricht, diente zwischen 1979 und 1989 in der US Air Force. Nach Informationen der Washington Post arbeitete er auch als Analyst für die CIA.
Bis zum August 2001 arbeitete er bei verschiedenen Firmen im Auftrag der NSA als Experte für Softwaretests Seine Hauptaufgaben lagen dabei in der Evaluation von Software und in der Qualitätssicherung. Danach wechselte er in das Signal Intelligence Directorate der NSA in Fort George G. Meade, Maryland. In den Folgejahren hatte Drake innerhalb der NSA verschiedene Stellen inne. Er hatte die Geheimhaltungsstufe Top Secret. Während der Ermittlungen des Kongresses zu den Anschlägen vom 11. September 2001 sagte Drake zu Fehlern der NSA aus. Ab 2006 arbeitete er als Professor bei der National Defense University (NDU).
Zwei Jahre später musste er die NDU verlassen und kündigte bei der NSA. Seine folgende Anstellung an der Strayer-Universität musste er wegen der Anklage verlassen; er fand später in einem Apple-Geschäft Arbeit.

## Whistleblowing
Die NSA versuchte sich ab Ende der 1990er Jahre neue Werkzeuge für Abhöraktionen zu beschaffen. Neben verschiedenen weiteren Mitteln sollte Software zum Einsatz kommen. Ein Teil der Beteiligten favorisierte das durch SAIC entwickelte Projekt Trailblazer, während andere das NSA-intern entwickelte ThinThread bevorzugten. Das letztgenannte Programm führt Daten aus verschiedenen Quellen zusammen und stellt Verbindungen zwischen Personen in Echtzeit dar. ThinThread versuchte die Privatsphäre der Amerikaner zu schützen, indem es das Gros der Daten ausfilterte. Das Projekt Trailblazer versuchte sich ebenfalls im Data-Mining. Es verfügte jedoch nicht über Schutzmöglichkeiten der Privatsphäre. Damit verstieß es nach Ansicht von Drake sowie anderer Angestellter gegen den vierten Verfassungszusatz (Schutz der Privatsphäre). Daneben waren die Kosten extrem hoch. Als das Projekt Trailblazer 2006 eingestellt wurde, waren Gesamtkosten in Höhe von 1,2 Milliarden US-Dollar aufgelaufen. Michael V. Hayden gab schließlich Trailblazer den Vorzug. Daraufhin beschwerte sich Drake bei seinen Vorgesetzten, beim Generalinspekteur der NSA und des Department of Defense. Drake kam des Weiteren mit Diane S. Roark, Mitarbeiterin im House Intelligence Committee des Kongresses für die Republikanische Partei, in Kontakt. Im September 2002 reichte Roark zusammen mit den drei weiteren NSA-Angestellten einen Bericht beim Generalinspekteur des Verteidigungsministeriums ein. Drake war eine wichtige Quelle für diesen Bericht. Zwei Jahre später bestätigte der Inspekteur diese Einschätzungen und fand schwerwiegende Fehler seitens der NSA.
Im Jahr 2005 nahm Drake Kontakt zur Baltimore Sun auf. Nach seiner Aussage legte er großen Wert darauf, keine unter Geheimhaltung stehenden Dokumente weiterzugeben. Die Zeitung schrieb in der Folge mehrere Artikel über Verschwendung und Missmanagement bei der NSA. Daneben gab es in der New York Times Beiträge über die NSA.
Das FBI nahm 2007 eine Hausdurchsuchung bei Drake und anderen ehemaligen Angestellten vor. Dabei wollten die Ermittler wissen, wer hinter dem Artikel in der New York Times steckt. Bei Drake wurden fünf Dokumente gefunden, die als geheim oder höher zu bewerten sind. Eines der Dokumente besaß zu dem Zeitpunkt keine Einstufung und wurde danach als geheim eingestuft. Bei einem anderen wurde die Einstufung später entfernt. Drake wurde deswegen angeklagt. Im Falle einer Verurteilung erwartete ihn eine Gefängnisstrafe von 35 Jahren. Vor dem Prozess im Juni 2011 wurden jedoch die hauptsächlichen Anklagepunkte fallen gelassen, und Drake wurde lediglich für schuldig befunden, ein Computersystem zweckentfremdet genutzt zu haben. Die Gefängnisstrafe von einem Jahr wurde auf Bewährung ausgesetzt. Die Anklage hielt jedoch vor Gericht nicht stand.
Im Dezember 2012 hielt er zusammen mit dem NSA-Whistleblower William Binney einen Vortrag auf dem 29. Chaos Communication Congress des Chaos Computer Clubs in Hamburg.
Nach der Offenlegung des NSA-Programms PRISM durch Edward Snowden sagte Drake, dass Snowden sah, was er [Drake] selbst gesehen habe, und dass das von Snowden Offengelegte nur die „Spitze des Eisberges“ sei. Im Juli 2013 erwähnte er in einem Interview mit dem Magazin Stern ein Programm namens Ragtime, das „unter anderem der Abschöpfung von Regierungskommunikation durch die NSA“ diene. 2014 äußerte er sich als Interview-Partner im SWR2-Feature Spitzelnde Freunde – Deutschland und der amerikanische Geheimdienst NSA.
Im Juli 2014 sagte Thomas Drake vor dem NSA-Untersuchungsausschuss des Deutschen Bundestages aus.

## Auszeichnungen
- 2011: Sam Adams Award
- 2011: The Ridenhour Truth-Telling Prize.[1]

## Veröffentlichungen
- Measuring Software Quality: A Case Study. In: Computer. Volume 29, Issue 11, November 1996, DOI:10.1109/2.544241, S. 78–87 (PDF; 263 kB)
- Why are we subverting the Constitution in the name of security? In: The Washington Post. 26. August 2011